# Benjamin Ludwig Ramhaufski
Benjamin Ludwig Ramhaufski (* um 1631 in Prag; † 19. Januar 1694 in Lambach) war ein österreichischer Organist und Komponist des Barocks.

## Leben und Werk
Benjamin Ludwig Ramhaufski stammte aus Prag. Er sang zunächst als Kapellknabe beim Fürsten Martenitz in Passau. 1648 kam er ins Kloster Lambach und nahm ein Orgelstudium auf. Der dortige Abt  Placidus Hieber stellte ihn daraufhin als Organist ein. In die Zeit seines Wirkens fällt die Konzeption und Errichtung der bis heute erhaltenen Orgel durch den Orgelbauer  Christoph Egedacher.
Ramhaufski heiratete 1655 die Organistin Anna Siemer aus Linz. Aus der Ehe gingen acht Kinder hervor. Zudem nahm das Paar einige Nichten und Neffen zu sich, die nach dem Großbrand von 1662 ihre Heimatstadt Passau verlassen mussten.
Ramhaufskis erste Ehefrau starb im November 1678. Im Mai 1679 heiratete Ramhaufski die ebenfalls aus Linz stammende Anna Barbara Weichlein, Schwester des Komponisten und Lambacher Konventualen Romanus Weichlein.
Benjamin Ludwig Ramhaufski ist am 19. Januar 1694 in Lambach verstorben. An der Lambacher Friedhofskirche würdigt ihn ein Epitaph:
Alhier ruhet in Gott der wohl /

Edl und kunstreiche Herr BENIA /

MIN LUDOVICUS RAMBHAUFSKI /

in dem hochlöbl. Closter Lambach in die /

41. Jahr wohlbestelter Organist und Com= /

ponist ist gestorben Anno 1694 den 19. /

Januarii seines Alters im 63. Jahr ligt /

auch bey ihm seyn Crstl. Haüßfrau Anna /

ein geborene Siemerin sein anderte Haüß- /

frau Anna Barbara ein geborene Weichlin /

hat Ihnen zu lieb und gedechtnüs diesen /

Grabstein aufrichten lassen Gott verleiche /

Ihnen ein fröliche Aüfferstehung zu dem /

Ewigen Leben Amen /

lieber Leser stehe nicht hier verblünst [?] /

bete ein Vater unser und AVE MARIA /

für uns
Entsprechend dem Auftrag an seiner hauptsächlichen Wirkungsstätte schuf Ramhaufski vorwiegend die im Stift Lambach benötigte Kirchenmusik. Auch die  Benediktineruniversität Salzburg gab bei ihm Musiktheaterstücke in Auftrag.
Ob Ramhaufski auch Beziehungen nach Mähren hatte, ist ungeklärt. Eine im Kloster Kremsier anonym überlieferte Toccata wird ihm zugeschrieben.
Zu Ramhaufskis Schülern gehört der Komponist Johann Beer.
Zwei Töchter Ramhaufskis, Anna Kunigund (1659–1725) und Maria Eleonora (1662–1728) traten in das Benediktinen-Frauenstift Nonnberg in Salzburg ein und waren dort beide als Kapellmeisterinnen tätig.

## Einspielung
Ramhaufskis einzig erhaltenes Werk liegt in Kremsmünster, eine Messe für 23 Stimmen, komponiert 1670 und Abt Erenbert Schreyvogl gewidmet (Missa á 23, Sig. A-Kr/C8,659). Ramhaufskis Missa á 23 wurde von Gunar Letzbor mit dem Ensemble Ars Antiqua Austria und den St. Florianer Sängerknaben aufgenommen.